# Kill the Client
Kill the Client ist eine US-amerikanische Grindcore-Band aus Dallas, Texas, die im Jahr 2002 gegründet wurde.

## Geschichte
Die Band wurde im Juli 2002 von Schlagzeuger Chris Andrews und Bassist James Delgado gegründet. Kurze Zeit kamen später Gitarrist Stevan Koye und Sänger Morgan zur Band. Zusammen entwickelte die Band die ersten Lieder und veröffentlichte ihre ersten Demos, um ihre Bekanntheit zu erhöhen. Im September 2004 veröffentlichte die Band mit Wage Slave über Counterintelligence Recordings. Im Folgejahr erschien das Debütalbum Escalation of Hostility. Nachdem die Band im Jahr 2007 auf einer Split-Veröffentlichung mit Agoraphobic Nosebleed zu hören war, schloss sich im Jahr 2008 das zweite Album Cleptocracy an. Im Jahr 2010 unterschrieb die Band, nun bestehend aus Sänger Champ Morgan, Sänger und Gitarrist Chris Richardson, Bassist James Delgado und Schlagzeuger Bryan Fajardo, einen Vertrag bei Relapse Records und veröffentlichte bei diesem Label ein Jahr später das Album Set for Extinction.

## Stil
Die Band spielt klassischen, aggressiven Grindcore, der klanglich mit der Band Napalm Death vergleichbar ist.

## Diskografie
- 2004: Wage Slave (EP, Counterintelligence Recordings)
- 2005: Escalation of Hostility (Album, Willowtip Records)
- 2007: Agoraphobic Nosebleed / Kill the Client (Split mit Agoraphobic Nosebleed, Relapse Records)
- 2008: Cleptocracy (Album, Willowtip Records)
- 2008: Kill the Client Vs. Thousandswilldie (Split mit Thousandswilldie, Regurgitated Semen Records)
- 2010: Set for Extinction (Album, Relapse Records)
- 2012: Kill the Client / Feastem European Tour 12” (Split mit Feastem, Relapse Records)